# 三雲岳斗
三雲 岳斗（みくも がくと、1970年8月31日 -）は、日本の小説家。大分県出身。

## 経歴
大学卒業後の数年間、バイクの輸入商社に勤務していたが、電車に乗っていたときに急に作家になろうと思いたち、退職した。
1998年、『コールド・ゲヘナ』で第5回電撃ゲーム小説大賞銀賞を受賞し、デビュー。
1999年、『M.G.H.』で第1回日本SF新人賞、『アース・リバース』で第5回スニーカー大賞特別賞を受賞。
日本SF作家クラブ、日本推理作家協会、本格ミステリ作家クラブ会員。

## 人物
有沢まみず、築地俊彦、古橋秀之、有川浩らと交流がある。特に古橋は『ストライク・ザ・ブラッド』に「第四真祖」という用語を提供するなど、いくつかのシリーズの設定に関わっている。
代表作である『アスラクライン』『ダンタリアンの書架』『ストライク・ザ・ブラッド』の各シリーズはメディアミックス展開が行われ、アニメ化されている。また、ライトノベル以外のSFやミステリも執筆しており、短編「二つの鍵」は日本推理作家協会賞短編部門候補となるなど、本格ミステリとして高く評価された。

## 作品リスト

### 小説

#### 電撃文庫
- コールド・ゲヘナ（イラスト：きがわ琳、1999年10月 - 2001年6月、全5巻）
- レベリオン（イラスト：椋本夏夜、2000年5月 - 2002年7月、全5巻）
- i.d.（イラスト：宮村和生、2003年11月 - 2005年2月、全3巻）
- 道士さまシリーズ（イラスト：兎塚エイジ、2004年1月 - 11月、全2巻）
- アスラクライン（イラスト：和狸ナオ、2005年7月 - 2010年2月、全14巻）
- ストライク・ザ・ブラッド（イラスト：マニャ子、2011年5月 - 2023年10月、全26巻〈本編22巻、番外編4巻〉）
- サイハテの聖衣（イラスト：朱シオ、2011年12月 - 2012年12月、全2巻）
- 虚ろなるレガリア（イラスト：深遊、2021年6月 - 、既刊6巻）
- ソード・オブ・スタリオン 種馬と呼ばれた最強騎士、隣国の王女を寝取れと命じられる（イラスト：マニャ子、2023年6月 - 、既刊2巻）

#### 角川スニーカー文庫
- アース・リバース（イラスト：中北晃二、2000年6月）
- ランブルフィッシュ（イラスト：久織ちまき、2001年5月 - 2006年2月、全11巻）
- ダンタリアンの書架（イラスト：Gユウスケ、2008年10月 - 2011年6月、全8巻）

#### 徳間書店
- M.G.H. 楽園の鏡像（2000年6月 徳間書店 / イラスト：中臣亮、2006年6月 徳間デュアル文庫 / 2021年6月 徳間文庫）
- 海底密室（イラスト：大本海図、2000年9月 徳間デュアル文庫 / 2021年8月 徳間文庫）
- ワイヤレスハートチャイルド（イラスト：あいす・くりーむ、2001年11月 徳間デュアル文庫）

#### 双葉社
- 聖遺の天使（2003年10月 双葉社 / 2006年7月 双葉文庫）
- カーマロカ 将門異聞（2005年1月 双葉社 / 2008年5月 フタバノベルス）
  - 【改題】煉獄の鬼王 新・将門伝説（2011年2月 双葉文庫）
- 密偵手嶋眞十郎 幻視ロマネスク（2017年3月 双葉社）

#### 光文社
- 旧宮殿にて 15世紀末、ミラノ、レオナルドの愉悦（2005年7月 カッパ・ノベルス / 2008年1月 光文社文庫）
- 少女ノイズ（2007年12月 光文社 / 2010年4月 光文社文庫）

#### ガガガ文庫
- 絶対可憐チルドレン・THE NOVELS〜B.A.B.E.L.崩壊〜（原作・イラスト：椎名高志、2008年5月）

#### 講談社ノベルス
- 幻獣坐（2010年3月 - 既刊2巻）

#### 早川書房
- 忘られのリメメント（『S-Fマガジン』連載後に単行本化、2018年8月）

#### LINE文庫
- アヤカシ・ヴァリエイション（イラスト：沙汰、2019年8月）

#### 新潮文庫nex
- RE:BEL ROBOTICA—レベルロボチカ—（原作：Mika Pikazo、ARCH、イラスト：Mika Pikazo、2022年10月）

#### アンソロジー
「」内が三雲岳斗の作品
- 2001（編：日本SF作家クラブ、2000年12月 早川書房）「龍の遺跡と黄金の夏」
- 本格ミステリ01（編：本格ミステリ作家クラブ、2001年7月 講談社ノベルス）「龍の遺跡と黄金の夏」
  - 【改題・分冊】紅い悪夢の夏 本格短編ベスト・セレクション（2004年12月 講談社文庫）
- 本格ミステリ05 2005年本格短編ベスト・セレクション（編：本格ミステリ作家クラブ、2005年6月 講談社ノベルス）「二つの鍵」
  - 【改題】大きな棺の小さな鍵 本格短編ベスト・セレクション（2009年1月 講談社文庫）
- ザ・ベストミステリーズ 2005 推理小説年鑑（編：日本推理作家協会、2005年7月 講談社）「二つの鍵」
  - 【改題・分冊】仕掛けられた罪 ミステリー傑作選（2008年4月 講談社文庫）
- 電撃コラボレーション MW号の悲劇（2008年9月 電撃文庫）「DIVE TO BLUE」
- ミステリ魂。校歌斉唱！ メフィスト学園（編：メフィスト編集部、2010年3月 講談社ノベルス）「無貌の王国」
- 拡張幻想 年刊日本SF傑作選（編：大森望、日下三蔵、2012年6月 創元SF文庫）「結婚前夜」
- 攻殻機動隊小説アンソロジー（原作：士郎正宗、2017年3月 講談社）「金目銀目 Heterochromia」
- されど罪人は竜と踊る オルケストラ（原作：浅井ラボ、2018年1月 ガガガ文庫）「猫は知っていた」

#### 雑誌掲載作品
- 「DEAR SONG」 - 『SF Japan』2001春季号（徳間書店）
- 「トップをねらえ！ 魂 The Spirits of Gunbuster」 - 『SF Japan』2002夏季号（徳間書店）
- 「終末のガレキ」 - 『SF Japan』2006 AUTAMN（徳間書店）
- 「結婚前夜」 - 『SF Japan』2011 SPRING（徳間書店）
- 「Island」 - 『人工知能 人工知能学会誌』Vol.31 No.4 2016年7月号

### ゲーム
- メタルギアソリッド ポータブル・オプス（2006年12月） - シナリオ
- メタルギア サヴァイヴ（2018年2月） - ストーリー構成[6]
- ダンジョンに出会いを求めるのは間違っているだろうか 〜メモリア・フレーゼ〜（2021年3月） - アニメ「ストライク・ザ・ブラッドIV」とのクロスオーバーイベント「異界の眷獣と呪われし魔剣」を大森藤ノと共同執筆[7]
- ヴァレット/VARLET（2025年8月予定） - シナリオ[8]

### エッセイ
- 「想像力の使い途（みち）」 - 『未来力養成教室』（編：日本SF作家クラブ、2013年7月 岩波ジュニア新書）収録